# Чилийский ценолест
Чилийский ценолест (лат. Rhyncholestes raphanurus) — вид сумчатых млекопитающих из семейства ценолестовых (Caenolestidae), единственный в роде Rhyncholestes. Водится в лесах умеренного климата на юге Чили и на острове Чилоэ.
Длина тела 11—12 см, хвоста 6—8 см. Сосков 5. Лицевой отдел черепа длиннее и уже, чем у других ценолестовых. Ведёт наземный ночной образ жизни. Питается мелкими беспозвоночными. Вид занесён в Красную книгу МСОП со статусом «близкий к уязвимому».

## Классификация
Вид разделяют на 2 подвида:
- Rhyncholestes raphanurus continentalis Bublitz, 1987
- Rhyncholestes raphanurus raphanurus Osgood, 1924